# 通貨の単位及び貨幣の発行等に関する法律
通貨の単位及び貨幣の発行等に関する法律（つうかのたんいおよびかへいのはっこうとうにかんするほうりつ、昭和62年6月1日法律第42号）は、日本における通貨の額面価格の単位等、貨幣（硬貨）の製造および発行、貨幣の種類等に関する法律である。

## 所管官庁
- 財務省理財局国庫課通貨企画調整室[1]

## 制定の背景
日本の硬貨の製造および発行に対する根拠法は、昭和63年（1988年）3月末までは、貨幣法および臨時通貨法であった。
このうち金本位制を基本とする貨幣法に関しては、昭和6年（1931年）に金輸出を再禁止して兌換を停止し、本位貨幣の金貨は、昭和7年（1932年）1月を最後に製造が停止された。昭和17年（1942年）に（旧）日本銀行法（昭和17年法律第67号）が制定され、日本銀行券の発行は金保有高に縛られなくなり、金本位制は名目化し、事実上日本は管理通貨制度に移行した。また盧溝橋事件をきっかけとして日本は戦時体制に入り、昭和13年（1938年）6月に臨時通貨法が制定されるに至り、その後発行される硬貨は全て臨時補助貨幣となり、貨幣法に基づく本位貨幣および補助貨幣が発行されることは無かった。
第二次世界大戦後、日本はハイパーインフレーションに見舞われ、昭和21年（1946年）2月の新円切替が行われるに至り、「純金ノ量目二分（750ミリグラム、0.75グラム）ヲ以テ価格ノ単位ト為シ之ヲ円ト称ス」と定めた貨幣法は完全に有名無実化した。昭和28年（1953年）末、小額通貨の整理及び支払金の端数計算に関する法律により銭および厘単位の補助貨幣が通用停止となる一方、依然、臨時通貨法には1銭、5銭、10銭および50銭の貨種が定められたままであった。一方、貨幣の形式の改正の際、立法措置をとらず政令で硬貨を製造発行できる「臨時通貨法」は貨幣を発行する政府にとって裁量でこれを行うことができるため、「臨時」の状態が約半世紀継続されることとなった。
この様な中、日本の通貨関連法令を現状に即したものにするための法整備が必要との気運が高まっていった。さらに昭和61年（1986年）の天皇陛下御在位六十年記念硬貨発行に至り、純金製の十万円の臨時補助貨幣の登場となり、法令の不備を指摘する声は本格的なものとなった。このため記念貨幣を弾力的に発行し、必要に応じて造幣局が、記念貨幣を実費により販売することも可能とすることが望ましいとされた。このような背景から、昭和62年（1987年）に従来の通貨関連法令を整理し、新たな通貨に関する法律を制定するに至った。

## 概要
この法律は昭和62年（1987年）6月1日に公布され、告知期間を設けた上、昭和63年（1988年）4月1日に施行された（附則第1条）。
この法律によって、貨幣に関する従来の法律が整理された。このとき廃止された法律は以下の通りである（附則第2条）。
- 通用を禁止した貨幣紙幣の引換えに関する件（明治23年法律第13号）
- 貨幣法（明治30年法律第16号）
- 臨時通貨法（昭和13年法律第86号）
- 小額通貨の整理及び支払金の端数計算に関する法律（昭和28年法律第60号）
- オリンピック東京大会記念のための千円の臨時補助貨幣の発行に関する法律（昭和39年法律第62号）
- 天皇陛下御在位六十年記念のための十万円及び一万円の臨時補助貨幣の発行に関する法律（昭和61年法律第38号）

通貨の額面単位は円とし、額面価格は1円の整数倍と定められ（本文第2条）、貨幣の種類は五百円、百円、五十円、十円、五円及び一円の6種類とされた。また額面が千円・5千円・1万円の記念貨幣の発行に立法措置を要さず、閣議決定によって発行することが可能となった（本文第5条）。
1円未満の計算単位はその1/100を銭、および銭の1/10を厘と定めており（円の1/1000が厘）、小額通貨整理法の規定により、従前発行された円未満の少額通貨はその通用を禁止され、貨幣とみなす臨時補助貨幣と扱われないため、現在、銭および厘単位の硬貨で有効なものは存在しない（本文第2条）。従って、銭、厘は計算単位にすぎず、発行する貨幣の額面とはなっていない。銭（と厘）は株式取引および外国為替相場などで円未満の金額を示すための計算単位としてのみ使用される。なお債務の弁済における円未満の扱いについては、小額通貨整理法第11条と同様の規定を本文第3条で改めて規定している。
戦前に発行されていた本位貨幣の金貨は、この法律によって正式に廃止され、日本で戦前に製造・発行された硬貨は全て無効とされた。廃止された旧金貨幣の引換えは原則として昭和63年4月1日から9月30日と設定された（附則第3 - 7条）。しかし引換えは旧貨幣法で定められたものについては額面金額、旧貨幣法第15条の規定により通用を認められた旧金貨幣（新貨条例で定められた金貨）についてはその額面価格の2倍（附則第4条）であり、いずれにしてもこの法律の施行当時の古銭的価値および金地金としての価値と比較して圧倒的に低かったため、実際に旧金貨幣を現行の貨幣・紙幣に引き換えた者は全くおらず、この規定は形式的なものに過ぎなかった。なお、紙幣（日本銀行券）では戦前発行の3種類の一円紙幣が依然有効である。
現在日本国内で、継続的に発行され流通している1円から500円の硬貨のうち、1988年（昭和63年）3月31日までの発行分および、天皇陛下御在位六十年記念硬貨以前の記念貨幣は臨時補助貨幣として発行されていたが、この法律の附則第8条の規定により、これらは「貨幣とみなす臨時補助貨幣」として引き続き通用力を有することとなった。
本位貨幣の金貨の廃止に伴い、従来「補助貨幣」（正確には臨時補助貨幣）と呼ばれていた1円から500円の硬貨および記念貨幣は、もはや「補助」を冠する大義名分を失ったことから「貨幣」と称することになった。例えば附則第13条における「補助貨幣回収準備資金」は「貨幣回収準備資金」に改められ、あるいは附則第14条における「補助貨幣損傷等取締法」を「貨幣損傷等取締法」に改題されている。しかし、現在発行されている1円から500円の硬貨は、このとき本質的に改正されたわけではなく、臨時補助貨幣の形式をそのまま踏襲し、法貨としての通用限度も20枚（本文第7条）と事実上、臨時通貨法からの変更はなく、補助貨幣的な性格を維持している。
貨幣の一覧については、通常貨幣は「日本の硬貨」を、記念貨幣は「日本の記念貨幣」をそれぞれ参照のこと。

## 構成
- 本文（第1条 - 第10条）
  - 第1条（趣旨）
  - 第2条（通貨の額面価格の単位等）
  - 第3条（債務の支払金の端数計算）
  - 第4条（貨幣の製造及び発行）
  - 第5条（貨幣の種類）
  - 第6条（貨幣の素材等）
  - 第7条（法貨としての通用限度）
  - 第8条（磨損貨幣等の引換え）
  - 第9条（貨幣の無効）
  - 第10条（造幣局による貨幣の販売）
- 附則（第1条 - 第16条）
  - 第1条（施行期日）
  - 第2条（通用を禁止した貨幣紙幣の引換えに関する件等の廃止）
  - 第3条 - 第7条（旧金貨幣の引換え）
  - 第8条（貨幣とみなす臨時補助貨幣）
  - 第9条（小額紙幣の引換準備に関する経過措置）
  - 第10条（小額通貨の引換え等に関する経過措置）
  - 第11条（簡易生命保険契約の保険料の払込方法等に関する経過措置）
  - 第12条（日本銀行法の一部改正）
  - 第13条（造幣局特別会計法の一部改正）
  - 第14条（補助貨幣損傷等取締法の一部改正）
  - 第15条（大蔵省設置法の一部改正）
  - 第16条（罰則の適用に関する経過措置）